# Apacheland Movie Ranch
L'Apacheland Movie Ranch (ou Apacheland Studio) est un ranch de cinéma qui était situé dans la région d'Apache Junction à Phoenix, en Arizona.

## Histoire
À partir de la fin de l'année 1957, les studios de cinéma contactent les éleveurs de la région de Superstition Mountain (en), notamment le Quarter Circle U, le Quarter Circle W et le Barkley Cattle Ranch, pour obtenir des options pour utiliser leurs propriétés comme plateaux de tournage. 
Le ranch est développé dans cette optique de 1959 à 1960 et ouvert aux productions en 1960. Une production notable de cette époque est Règlements de comptes à OK Corral (1957) avec Kirk Douglas et Burt Lancaster. Bien que historiquement inexact, le film présente une zone connue sous le nom de Gold Canyon, avec la Superstition bien en vue derrière la représentation du ranch Clanton du film. Pendant ce temps, Victor Panek a contacté ses voisins à Apache Junction, le couple J.K. Hutchens, pour suggérer l'idée de construire un studio dédié dans le secteur de la Superstition. Hutchens et Panek trouvent un site approprié qui est développé en Apacheland, destiné à être la « Capitale mondiale du film de western ». 

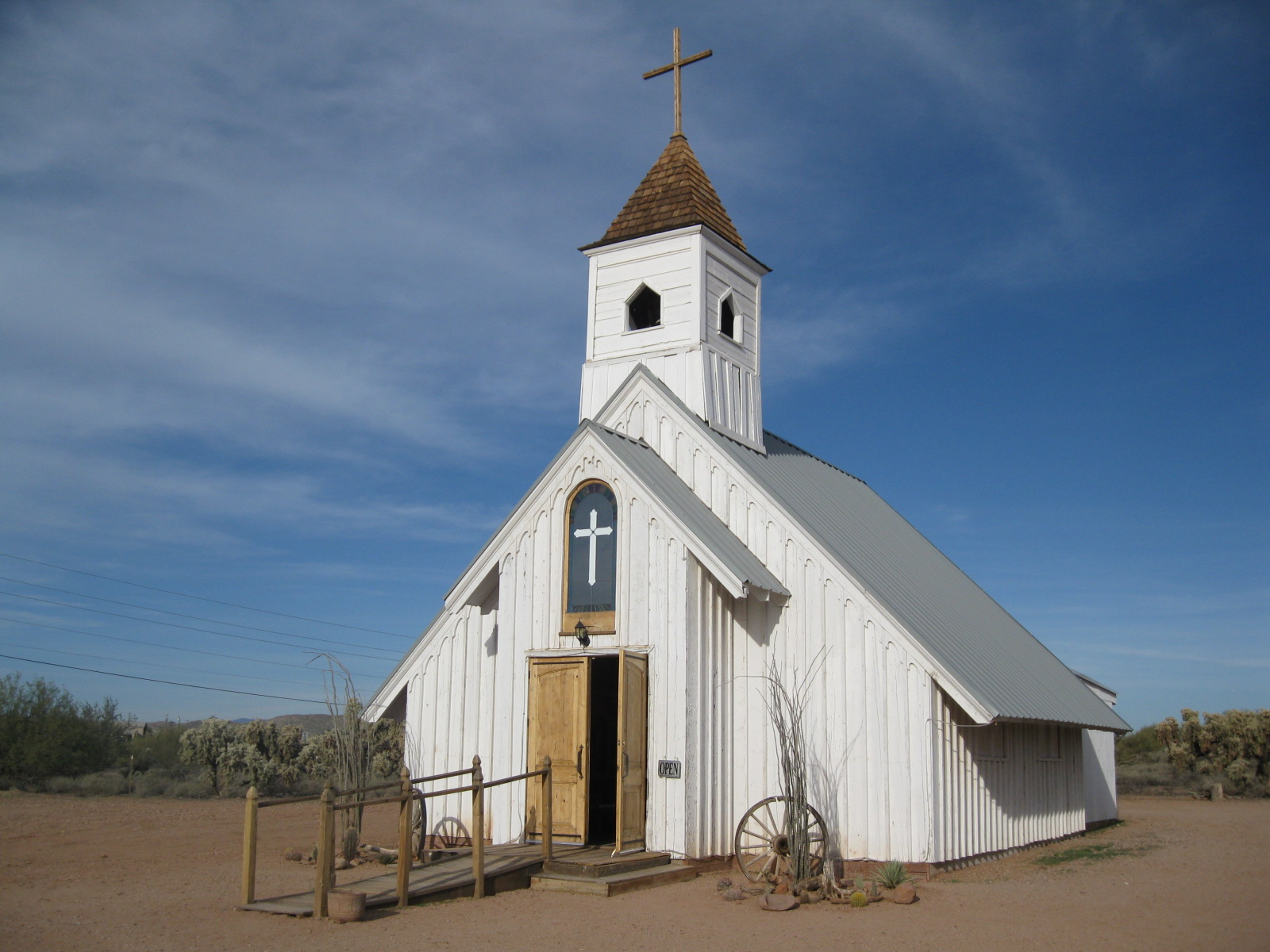
Une chapelle dans le secteur du ranch, 2010.

La construction de l'Apacheland Studio et de l'ensemble adjacent, Western Town, commence le 12 février 1959 par Superstition Mountain Enterprises and Associates. En juin 1960, Apacheland est disponible pour une utilisation par les sociétés de production et le premier western, une série télévisée, Have Gun, Will Travel (en) est tournée en novembre 1960, en même temps que le premier long métrage, The Purple Hills (en).    
Des acteurs tels qu'Elvis Presley, Jason Robards, Stella Stevens, Ronald Reagan et Audie Murphy ont participé à de nombreuses autres séries télévisées et de films de westerns à Apacheland et dans les environs, tels que Gambler II, Les Aventuriers du Far West, Charro et Un nommé Cable Hogue. Le dernier long métrage à y être filmé est le film de HBO Blind Justice (en) (1994) avec Armand Assante, Elisabeth Shue et Jack Black. 

### Incendies et fin
Le 26 mai 1969, un incendie détruit la majeure partie du ranch. Seuls quelques bâtiments sont préservés et les décors sont rapidement reconstruits pour accueillir les productions en cours. Un deuxième incendie détruit la plupart d'Apacheland le 14 février 2004. Les causes des deux incendies n'ont jamais été déterminées. Le 16 octobre 2004, Apacheland est définitivement fermé. La chapelle d'Elvis et la grange d'Apacheland, qui ont toutes deux survécu au deuxième incendie, sont données au Superstition Mountain Museum. Chaque structure est partiellement démontée au ranch, déplacée par camion et remontée sur le terrain du musée, où elles se trouvent aujourd'hui,.